# Helmut Hofmann (Boxer)
Helmut „Effi“ Hofmann (* 14. November 1925 in Friedrichsthal; † 21. August 2017 ebenda) war ein deutscher Boxer, der für das Saarland antrat.

## Biografie
Helmut Hofmann gehörte als einer von drei Boxern der Delegation des Saarlandes bei den Olympischen Sommerspielen 1952 in Helsinki an. Er trat im Fliegengewicht an, unterlag jedoch in der ersten Runde dem Südkoreaner Han Soo-an.
Hofmann kämpfte für den SC Friedrichsthal.